# Deus Caritas Est
Deus Caritas Est (с лат. — «Бог есть любовь») — первая энциклика папы римского Бенедикта XVI, посвящённая любви.

## История написания и публикации
Энциклика была опубликована 25 января 2006 года. Послание вышло на официальном языке Ватикана — латинском, и одновременно на семи других языках: немецком, английском, французском, польском, итальянском, испанском и португальском (позже переведена на многие другие языки, включая и русский). Папа писал энциклику летом 2005 года, во время отпуска. Изначально публикация документа была запланирована на 8 декабря 2005 года, то есть на праздник Непорочного зачатия Девы Марии и 40-летие окончания Второго Ватиканского собора. Выход энциклики в свет откладывался из-за возникших проблем с переводом на иностранные языки. Стоит заметить, что ещё до публикации энциклика вызвала беспрецедентный интерес не только в католическом мире, но и у СМИ Италии и других стран. В частности, в печати стали появляться «выдержки» и «цитаты» из энциклики.

## Название
Название энциклики происходит от её первых слов на латинском языке. Энциклика начинается цитатой из Первого послания Св. Иоанна (гл. 4, стих 16) «Бог есть любовь» (лат. «Deus Charitas Est», греч. «Ὁ Θεὸς ἀγάπη ἐστί»)

## Структура
Энциклика состоит из двух частей. Первая называется «Единство любви в творении и истории спасения». В ней представлены богословско-философские размышления о любви в различных измерениях.
Вторая часть — «Практика любви Церкви как общины любви» — посвящена конкретному воплощению в жизнь заповеди любви. Первая часть энциклики является теоретической, вторая носит практический характер.

## Содержание

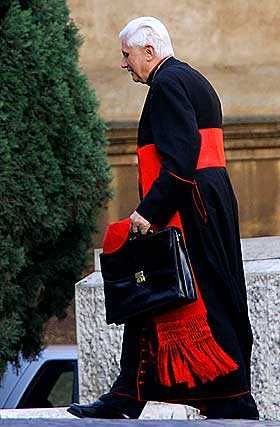
Йозеф Ратцингер, кардинал. Будущий Папа римский Бенедикт XVI. 2005 г.

Энциклика посвящена любви. Тема энциклики — христианская любовь в её всевозможных проявлениях и роль любви в жизни церкви. Обычно энциклики посвящены различным вопросам католической доктрины, морали или дисциплины. Они помогают теологам понять, как и о чём мыслит понтифик, а также определить, в каком направлении будет развиваться католическая церковь. Выбрав тему любви, Бенедикт XVI тем самым показал, что любовь к Богу и милосердие являются центральными принципами христианской веры. «Deus Caritas Est» ставит в центр жизни современной церкви милосердную любовь. Основанная на Евангелии и глубоко теологически аргументированная, энциклика призывает к упорядочению использования и понимания слова «любовь», она точно описывает любовь как особый, высший тип отношений между людьми, который ведёт к божественной любви и служению ближнему. В энциклике затронуты три основные темы — Бог как первоисточник любви, Иисус Христос как воплощение любви Бога к человеку и любовь к Богу и ближнему. Эти три темы и есть три главные направляющие христианской веры. Любовь к Богу и к ближнему неразделимы, и, по сути, это единая заповедь — вот в чём смысл послания понтифика к современному обществу.
Публикацией первой энциклики папы Бенедикта XVI, Католическая церковь на современном этапе своего развития получила новый теологический документ, который определяет основные направления её деятельности, основанном на важнейшей христовой заповеди: «Возлюби Бога и ближнего». Человеку секулярной постмодернистской культуры начала XXI века папа римский в энциклике «Deus Caritas est» показывает, что путь к святости — это жизнь, одушевлённая любовью, источник которой — Бог.

## Интересные факты
- Энциклику Бенедикта XVI с особенным энтузиазмом восприняли в городе Терни, кафедральный собор которого посвящён святому Валентину — покровителю влюблённых. Епископ Терни Винченцо Палья сказал, что в этом году празднования в честь святого Валентина приобретут новый импульс в свете энциклики, призывающей озарять человеческую любовь светом Божьей любви[1].